# Decoherencia cuántica

Acumulación de electrones con el paso del tiempo en el experimento de Young. Los patrones de interferencia son un efecto típicamente cuántico asociado a un estado puro (estado coherente); en presencia de decoherencia cuántica el patrón de interferencia desaparecería.

La decoherencia cuántica es el término aceptado y utilizado en mecánica cuántica para explicar cómo un estado cuántico entrelazado puede dar lugar a un estado físico clásico (no entrelazado). En otras palabras cómo un sistema físico, bajo ciertas condiciones específicas, deja de exhibir efectos cuánticos y pasa a exhibir un comportamiento típicamente clásico, sin los efectos contraintuitivos típicos de la mecánica cuántica.
El nombre procede del hecho técnico de que la decoherencia se manifiesta matemáticamente por la pérdida de coherencia de la fase compleja relativa de las combinaciones lineales que definen el estado. Así la decoherencia cuántica explicaría por qué a grandes escalas la física clásica que ignora los efectos cuánticos constituye una buena explicación del comportamiento del mundo.
Por ejemplo, en el caso del experimento imaginario del gato de Schrödinger, la interacción de las partículas del gato con el ambiente podrían producir una decoherencia y hacer que la combinación de "gato vivo" + "gato muerto" perdiera coherencia y se transformara en un estado clásico y por tanto tras un lapso de tiempo del orden de ħ² (10⁻⁶⁵ s) el gato estuviera dentro de la caja efectivamente vivo o muerto, pero no en una superposición de ambos. La decoherencia es, pues, muy importante para explicar por qué muchos sistemas físicos macroscópicos tienen un comportamiento tan diferente de los sistemas que exhiben efectos cuánticos.

## La historia de la decoherencia cuántica
El problema de la decoherencia cuántica es una explicación complementaria al problema de la reducción del estado cuántico, que es la principal dificultad interpretativa dentro del problema de la medida en mecánica cuántica. Por esa razón esta sección hace un repaso sobre las posiciones históricas sobre el problema de la reducción del estado, y por qué en última instancia los estados cuánticos para cuerpos macroscópicos carecen de algunas de las propiedades típicas de los estados cuánticos (entrelazamiento, interferencia cuántica, reducción del estado, etc.).

### Colapso del estado cuántico
Uno de los problemas históricos de fundamentación de la mecánica cuántica ha sido el problema de la medida. Una medición de una magnitud u observable de un sistema cuántico implica la interacción con un aparato de medida. El resultado de dicha interacción altera notoriamente el sistema cuántico condicionando el resultado futuro de otras medidas. Diversos experimentos llevaron a von Neumann (1932) a postular que los sistemas cuánticos presentaban dos tipos de evolución:
- El primer tipo era una "evolución determinista unitaria" o proceso unitario cuando el sistema no es perturbado exteriormente, tal como recoge el postulado V, según el cual en esas circunstancias la evolución se produce de acuerdo con la ecuación de Schrödinger y, por tanto, dados dos instantes de tiempo el estado del sistema entre ellos dos está relacionado por un operador unitario que conserva las probabilidades.
- El segundo tipo era una "reducción abrupta no unitaria", también llamada colapso de la función de onda, descrito en el postulado IV, que describe la relación entre el estado antes de una medida y el estado resultante de la medida.

En la interpretación de von Neumann y también de los partidarios de la interpretación de Copenhague, el segundo tipo de evolución es un proceso físico real no determinista, que introduce elementos de aleatoriedad en la mecánica cuántica. Esta visión planteaba numerosos problemas filosóficos y rompía con una tradición de determinismo que se remontaba como mínimo a Laplace. Einstein y otros físicos consideraban que la interpretación no determinista no podía ser correcta y estimaban que la mecánica cuántica era sólo una aproximación a una teoría más general exenta de aleatoriedad (en ese contexto se interpreta su afirmación: Dios no juega a los dados).
En 1935, Einstein, publicó un artículo con Podolsky y Rosen que contenía origen de lo que hoy se conoce como paradoja Einstein-Podolsky-Rosen. En ese artículo los autores proponían que la mecánica cuántica tal como era considerada en la interpretación de Copenhague, de la que la principal figura era Niels Bohr, no podía ser una descripción completa del mundo. En ese artículo se analizaba el ejemplo de un par de partículas cuánticamente entrelazadas que viajaban una cierta distancia hasta alejarse considerablemente, de acuerdo con la mecánica cuántica convencional la medición de una cierta propiedad en una de esas partículas producía un efecto no local que se comunicaba cuasi-instantáneamente a velocidades más rápidas que la velocidad de la luz. Bohr y otros autores rechazaron la propuesta EPR dentro de la mecánica cuántica, y consideraron junto con Von Neumann que la reducción abrupta del estado cuántico tras una medida era un proceso real. Desde ese entonces y hasta su muerte en 1955, Einstein trabajó independientemente de Bohr y otros físicos, no sin antes advertir que mientras la mecánica cuántica no acepte introducir variables no-locales, continuará siendo una "ciencia incompleta".

### Interpretación de los universos múltiples

La paradoja cuántica del "gato de Schrödinger" vista desde el punto de vista de la interpretación de los muchos mundos. En esta interpretación cada evento involucra un punto de ramificación en el tiempo, el gato está vivo y muerto, incluso antes de que la caja se abra, pero los gatos "vivos" y "muertos" están en diferentes ramificaciones del universo, por lo que ambos son igualmente reales, pero no pueden interaccionar el uno con el otro.

En 1957, Hugh Everett formuló la interpretación de los muchos mundos en la que el proceso de "colapso de la función de onda" recibía una nueva interpretación. Algunos estados cuánticos pueden concebirse matemáticamente como una suma de alternativas o superposición lineal de alternativas cualitativamente diferentes. Un proceso de medida en la interpretación de Copenhague involucra que alguna de las alternativas desaparecen y el estado resultado de la medida es un estado reducido o colapsado donde algunas alternativas ya no existen y no pueden reflejarse en el resultado de ciertas medidas futuras. En la interpretación de los universos múltiples, si bien el estado cuántico del sistema accesible para un observador tras la medición parece haber sufrido un colapso físico real (donde han desaparecido algunas alternativas), en realidad las otras alternativas que participaban en una superposición cuántica siguen estando presentes en un "mundo paralelo" no accesible al observador, por lo cual en esta interpretación la reducción o colapso del estado es sólo aparente si se consideran todos los mundos paralelos.

### Moderna teoría de la decoherencia
El trabajo de Hugh Everett sobre la interpretación de mundos paralelos fue ampliamente ignorado hasta la década de los 70 cuando B. DeWitt (1970) y N. Graham (1973) retomaron el asunto. La moderna teoría de la decoherencia, anticipada en algunos trabajos durante la década de 1980, sugiere que el estado de un sistema cuántico entrelazado evolucionaba por interacción con el entorno hacia una superposición no entrelazada de estados clásicos, por lo que el estado resultante era interpretable en términos clásicos. En esos primeros trabajos se sugería que la información no se perdía (como sugería la interpretación de Copenhague) sino algo que sugería también la interpretación de mundos paralelos, es decir, que la "coherencia inicial" del estado se "filtraba" hacia el entorno de los sistemas cuánticos o el aparato de medida, sin que hubiera una reducción real del sistema formado por el sistema observado y el resto del universo. Un proceso de medida sería, por tanto, una reducción de la incertidumbre en el estado del sistema, compensada por un aumento de la incertidumbre sobre el estado del universo. Y en ese sentido el proceso de medida es un proceso irreversible que altera la entropía del sistema y los alrededores al mismo.

## Descripción del proceso
Para explicar cómo funciona el proceso de decoherencia, se presenta aquí un "modelo intuitivo" simplificado. Sin embargo, el asunto de la decoherencia es algo técnico y requiere cierta familiaridad con los conceptos básicos de la mecánica cuántica. Debe tenerse presente que la mecánica cuántica hace uso en su descripción de los sistemas de los llamados espacios de Hilbert cuyo análogo clásico más cercano, aunque no exacto, es una distribución de probabilidad definida sobre el espacio de fases que se usaría para su descripción en mecánica clásica. En ese contexto el proceso de decoherencia implica que un estado coherente de un sistema cuántico concreto evoluciona hacia otro estado que combina al sistema y al entorno (resto del universo). El estado del sistema cuántico puede llegar a parecer un estado mezcla (donde se ha perdido cualquier rastro de la coherencia inicial).

### Estados inicial y final
Usando la notación de Dirac para representar los estados del sistema, el estado inicial del sistema cuántico {\displaystyle |\psi \rangle } en cuestión puede escribirse como:

{\displaystyle |\psi \rangle =\sum _{i}|i\rangle \langle i|\psi \rangle }

donde
{\displaystyle |i\rangle }, designa una base de Hilbert.
{\displaystyle |\epsilon \rangle }, es el vector del espacio de Hilbert que representa el estado del entorno.
El estado del universo (sistema + entorno) puede representarse, de acuerdo con el formalismo cuántico, como un producto tensorial de los estados respectivos de las partes que lo componen. Por tanto, antes de la interacción entre el sistema y el entorno (que incluye el aparato de medida) el estado del universo se puede representar como:

{\displaystyle |\mathrm {inicial} \rangle =\sum _{i}|i\rangle |\epsilon \rangle \langle i|\psi \rangle .}

donde {\displaystyle |i\rangle |\epsilon \rangle } es una abreviación para el producto tensorial{\displaystyle |i\rangle \otimes |\epsilon \rangle }. A continuación se analizará el caso de una medida ideal no destructiva en la que el estado del sistema queda imperturbado pero, el entorno es modificado (lo cual equivale a hacer la medida ya que el aparato de medida cambiará de estado reflejando el estado del sistema cuántico bajo medición). Se pueden hacer otros análisis de medidas más generales pero, en general conducen a conclusiones análogas con lo cual el tipo de medida realizado no es un aspecto fundamental del razonamiento aquí presentado.
En esas condiciones, el estado {\displaystyle |i\rangle |\epsilon \rangle } evoluciona tras la medida hacia el estado {\displaystyle |i,\epsilon _{i}\rangle =|i\rangle |\epsilon _{i}\rangle }, y el estado final quedará como:

{\displaystyle |\mathrm {final} \rangle =\sum _{i}|i,\epsilon _{i}\rangle \langle i|\psi \rangle }

donde, las condiciones de unitariedad o conservación de la probabilidad requieren que:

{\displaystyle \langle i,\epsilon _{i}|j,\epsilon _{j}\rangle =\langle i|j\rangle \langle \epsilon _{i}|\epsilon _{j}\rangle =\delta _{ij}\langle \epsilon _{i}|\epsilon _{j}\rangle =\delta _{ij}}

y además la decoherencia requiere la condición de que el entorno tenga una gran cantidad de grados de libertad, normalmente inobservables, por lo que esa condición asintótica relacionada con el tamaño del entorno respecto al sistema cuántico lleva a la condición:

{\displaystyle \langle \epsilon _{i}|\epsilon _{j}\rangle \approx \delta _{ij}}

Esta última aproximación es tanto más exacto cuanto mayor sea el número de grados de libertad del entorno (dada la diferencia de masa y número de partículas el entorno usualmente tiene una cantidad enorme de grados de libertad comparado con el sistema cuántico sujeto a medición).

### Pérdida de interferencia y transición clásica
La utilidad de la decoherencia reside en su aplicación al análisis de probabilidades, de los estados inicial y final tras la interacción con el entorno. En particular, este formalismo permite ver como se anulan los términos de interferencia cuánticos tras la ocurrencia de la decoherencia analizada en el apartado anterior. Si se calculan las probabilidades de transición desde el estado final a un cierto estado, examinando cuales eran para el "estado inicial" y cuales son para el "estado final", entonces la regla de probabilidad de Born para ambos estados da:

{\displaystyle \mathrm {prob} _{\mathrm {inicial} }(\psi \rightarrow \phi )=|\langle \psi |\phi \rangle |^{2}=|\sum _{i}\psi _{i}^{*}\phi _{i}|^{2}=\sum _{i}|\psi _{i}^{*}\phi _{i}|^{2}+\sum _{ij;i\neq j}\psi _{i}^{*}\psi _{j}\phi _{j}^{*}\phi _{i}}

donde {\displaystyle \psi _{i}=\langle i|\psi \rangle ,\psi _{i}^{*}=\langle \psi |i\rangle } y {\displaystyle \phi _{i}=\langle i|\phi \rangle } etc.